# 알파-시누클레인
알파-시누클레인은 인간의 뇌에 풍부한 단백질이다. 소량은 심장, 근육 및 다른 조직에서도 발견된다. 뇌에서, α- 시누 클레인은 시냅스전말단이라 불리는 특수한 구조의 신경 세포 (뉴런)의 끝에서 주로 발견된다. 이러한 구조 내에서, 알파-시누 클레인은 인지질및 단백질과 상호 작용한다. 시냅스전말단은 시냅스 소포로 알려진 구획에서 신경전달물질이라 불리는 화학적 메신저를 방출한다. 신경 전달 물질의 방출은 신경 세포들 사이에 신호를 중계하고 정상적인 뇌 기능에 중요하다.
알파 시누 클레인의 기능은 잘 이해되지 않지만, 여러 연구결과는 알파 시누 클레인이 시냅스 소포체를 클러스터링함으로써 시냅스전말단에 있는 시냅스 소포의 공급을 유지하는데 역할을 하는 것을 시사한다.또한 알파 시누 클레인은 자발적 및 비자발적 운동의 시작과 정지를 제어하는 중요한 일종의 신경 전달 물질인 도파민의 방출을 규제하는 것을 돕는다.
인간의 알파-시누 클레인 단백질은 140 개의 아미노산으로 이루어지고, SNCA유전자에 의해 코딩된다. 원래 아밀로이드가 풍부한 분획에서 발견되는, 알츠하이머 병아밀로이드의 비 아베타성분 (NAC, non- Abetacomponent)로 알려진 알파 시누 클레인 단편은 그 전구체 단백질 NACP의 단편이었다. 나중에 NACP는 토르페도 시누 클레인의 인간 동족체임을 확인하였다. 따라서, NACP는 이제 인간의 알파-시누 클레인이라고 한다.

## 임상적 의의

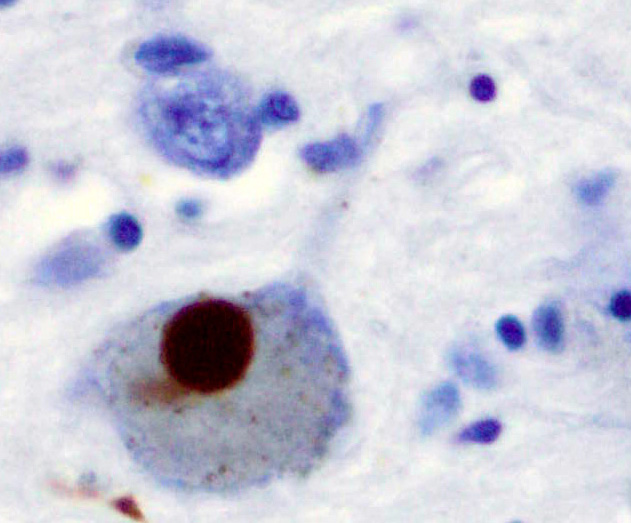
파킨슨 병을 가진 환자에서 루이 소체의 양성 α-synuclein 염색

고전적으로 비구조화된 가용성 단백질로 간주되는, 비돌연변이성 알파-시누클레인은 응집(aggregation)에 저항하는 안정적으로 접혀진 사량체 (tetramer)를 형성한다. 이 관찰이 여러 실험실 ,에 의해 재생 및 확장되었음에도 불구하고, 반대의 결과보고 때문에 이 분야에서 여전히 논쟁거리다. 그럼에도 불구하고, 파킨슨 병,루이소체와 관련된 치매와 다발성 시스템 위축과 같은 루이소체로 특징지어지는 병적 상태에서 알파-시누 클레인은 집합되어 불용성 원섬유 (fibrils)를 형성한다. 이러한 질환들은 시누클레이노패티(synucleinopathies)로 알려져 있다.알파-시누클레인은 루이 소체 원섬유의 주요 구조골격 성분이다. 때때로, 루이 소체는 타우 단백질을 포함한다; 그러나, 알파-시누클레인과 타우는 동일한 봉입체에 있는 두 개의 독특한 서브 세트 필라멘트를 구성한다. 알파-시누클레인 병리는 알츠하이머 질환의 산발적인 경우 그리고 가족력이 있는 경우 모두에서 발견된다.
알파-시누클레인의 응집 메카니즘은 불확실하다. 응집체의 전구체, 궁극적으로 루이 소체가 될 수 있는 구조화된 중간체가 베타 구조에 풍부하다는 증거가 있다. 2008년 단일 분자 연구는 알파-시누 클레인은 평형상태에서 비정형의 알파-나선과 베타-시트이 풍부한 이형태의. 혼합으로 존재한다고 제안한다. 응집을 개선한다고 알려진 돌연변이 또는 완충 조건은 베타 이형체(conformer)를 숫적으로 매우 증가시킨다. 따라서 이것은 병원성 응집에 관련된 입체형일 것이라고 제안된다. 시누클레이노패티(synucleinopathies)의 치료 전략 중에서 알파-시누클레인의 응집을 억제하는 화합물이 있다. 저분자 쿠민알데하이드 (cuminaldehyde)는 알파-시누클레인의 섬유화를 억제하는 것으로 밝혀졌다. 엡스타인 바 바이러스(Epstein-Barrvirus)는 이들 질환에 연루되어 있다.
파킨슨 병가족력의 드문 경우에서, 알파-시누클레인의 유전자 코딩에서 돌연변이가 있다. 지금까지 A53T, A30P, E46K, H50Q, 그리고 G51D.의 5개의 점돌연변이가 확인되었다. 비록 다른 계통의 질환에서는 점돌연변이에 비해 더 일반적이기는 하지만, 게놈 복제와 그 유전자의 삼배수화는 파킨슨병으로는 드문 원인으로 보인다. 그러므로 알파-시누클레인의 특정 돌연변이는 파킨슨 병 발생에 기여하는 아밀로이드-유사 원섬유를 형성하는 원인이 될 수 있다.

## 같이 보기
- 콘투르시테르메